# Olne
Olne es una comuna de la región de Valonia, en la provincia de Lieja, Bélgica. A 1 de enero de 2019 tenía una población estimada de 4080 habitantes.

## Geografía
Se encuentra ubicada al este del país en la región natural del País de Herve y esta bañada por el río Vesdre.

## Historia
Villa perteneciente a los Países Bajos Españoles, en 1661 pasó mediante tratado a las Provincias Unidas de los Países Bajos, siendo la población más al sur que poseían. En 1785 fue anexada a los Países Bajos Austríacos.

## Demografía

### Evolución
Todos los datos históricos relativos al actual municipio, el siguiente gráfico refleja su evolución demográfica.
| Gráfica de evolución demográfica de Olne entre 1846 y 2019 |
|                                                            |